# Kamenjak
Mys Kamenjak (chorvatsky Rt Kamenjak) je nejjižnější bod poloostrova Istrie.

## Poloha
Mys Kamenjak se nachází na stejnojmenném poloostrově dlouhém 9,5 km, šířka se pohybuje od 400 do 1600 m. Jeho velmi členité pobřeží je dlouhé okolo 30 km. Nejbližším sídlem je Premantura.

## Význam
Poloostrov je od roku 1966 chráněnou krajinnou oblastí. V oblasti žije více než 550 různých druhů rostlin, z nichž vynikají zvláště orchideje, mezi nimiž je i pět endemických druhů.
Do oblasti je povolen vstup, za poplatek je povolen vjezd automobilem.

## Fotogalerie

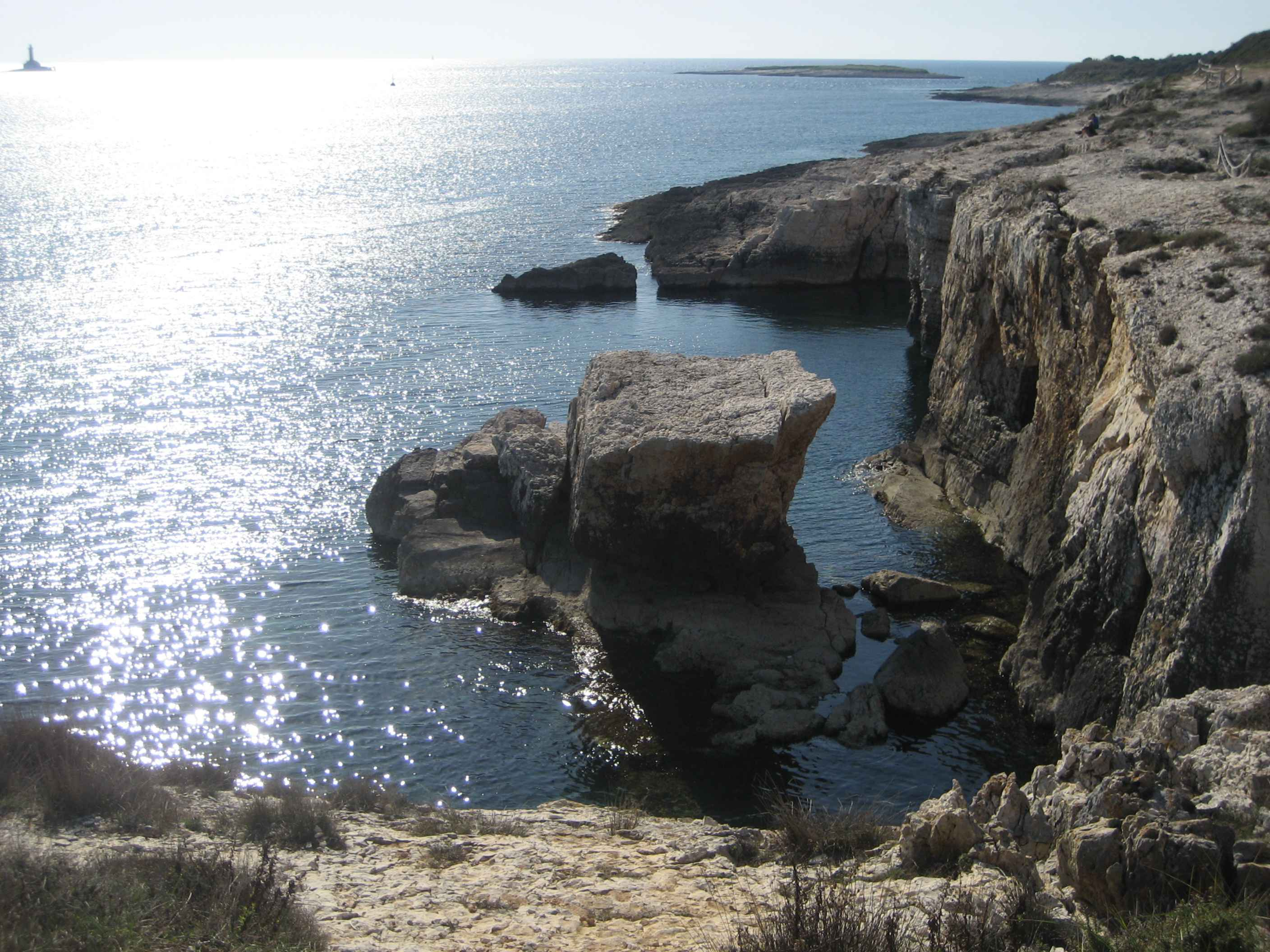
Pobřeží poloostrova
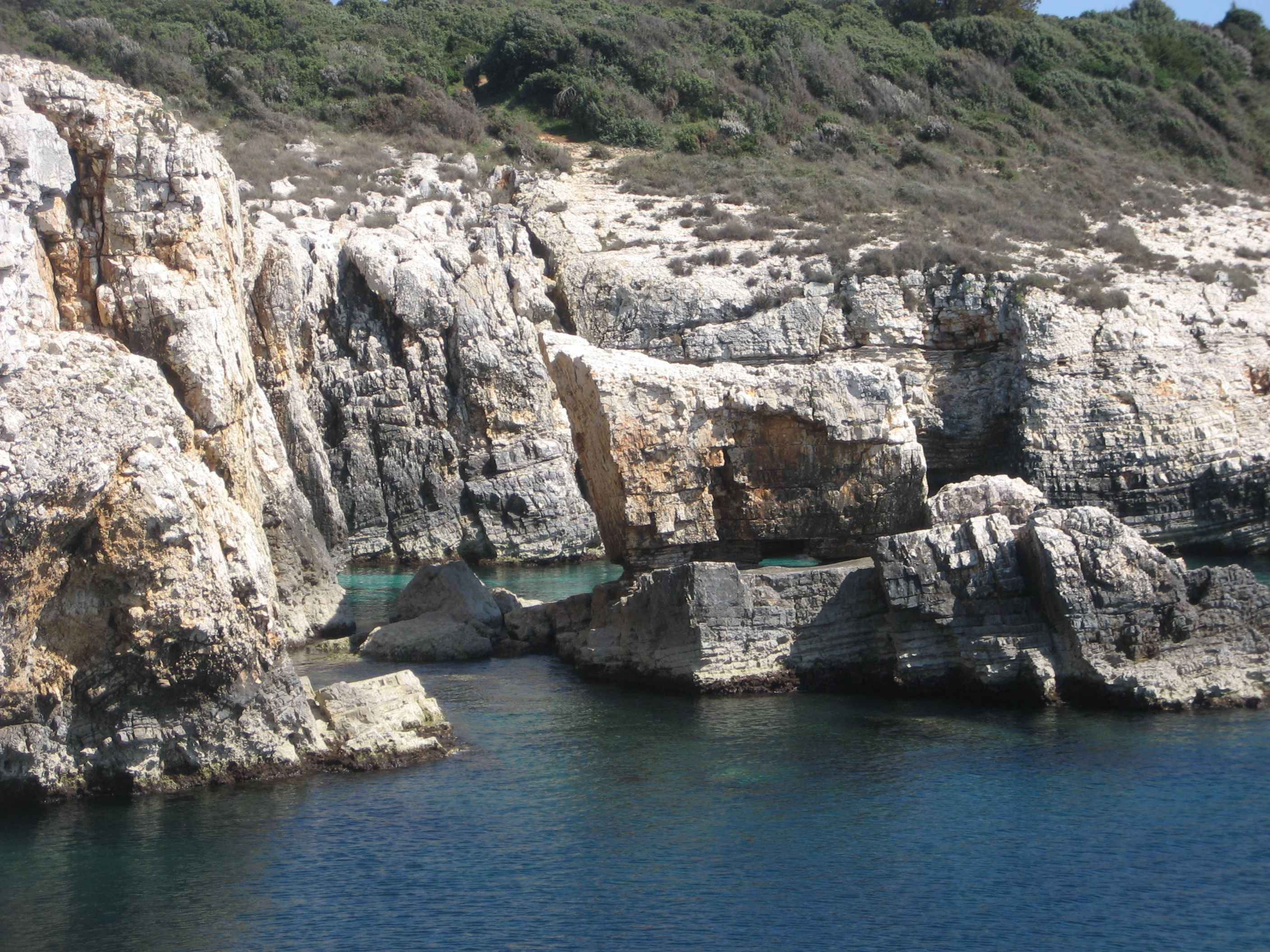
Pobřeží poloostrova
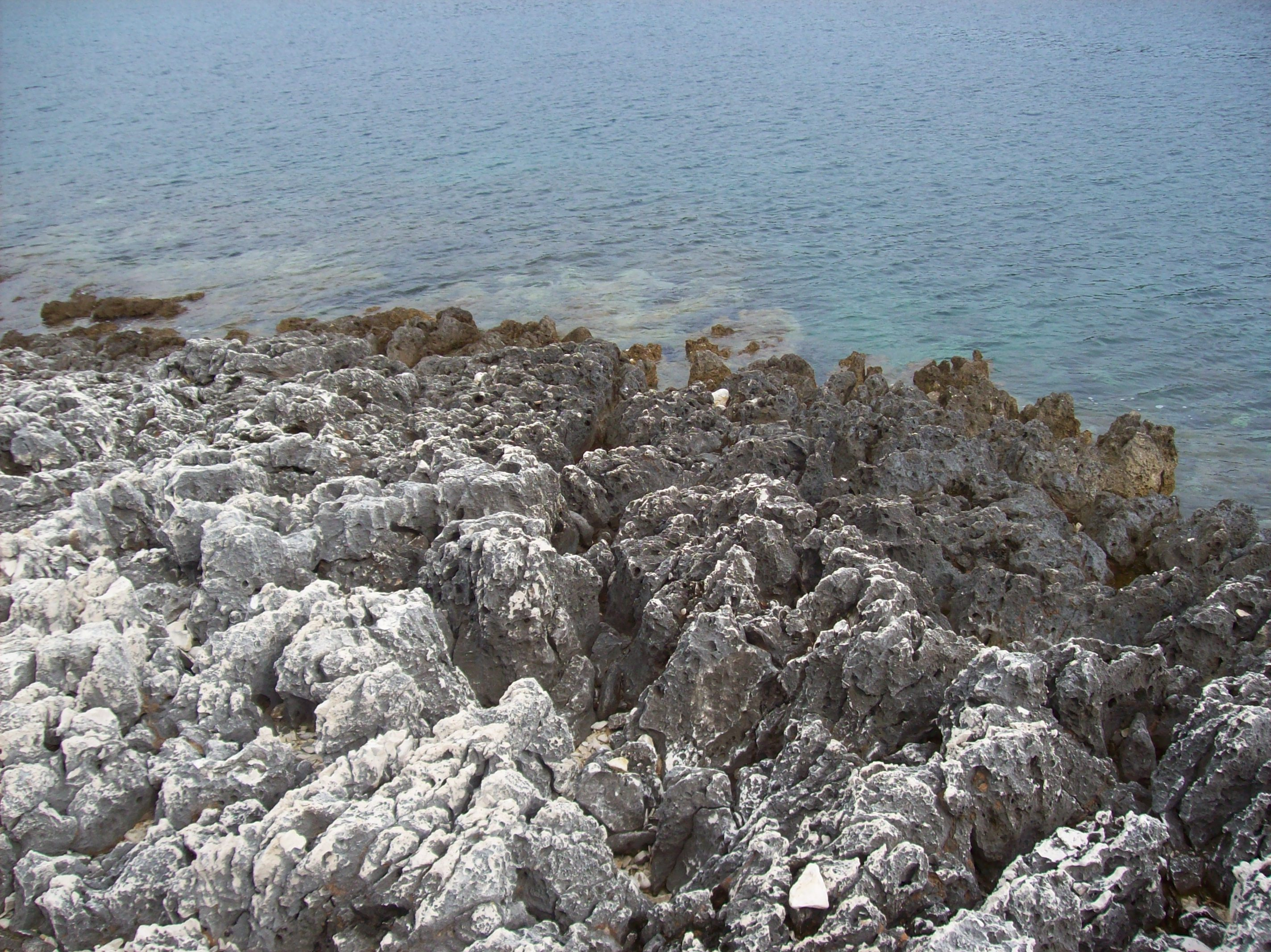
Pobřeží poloostrova
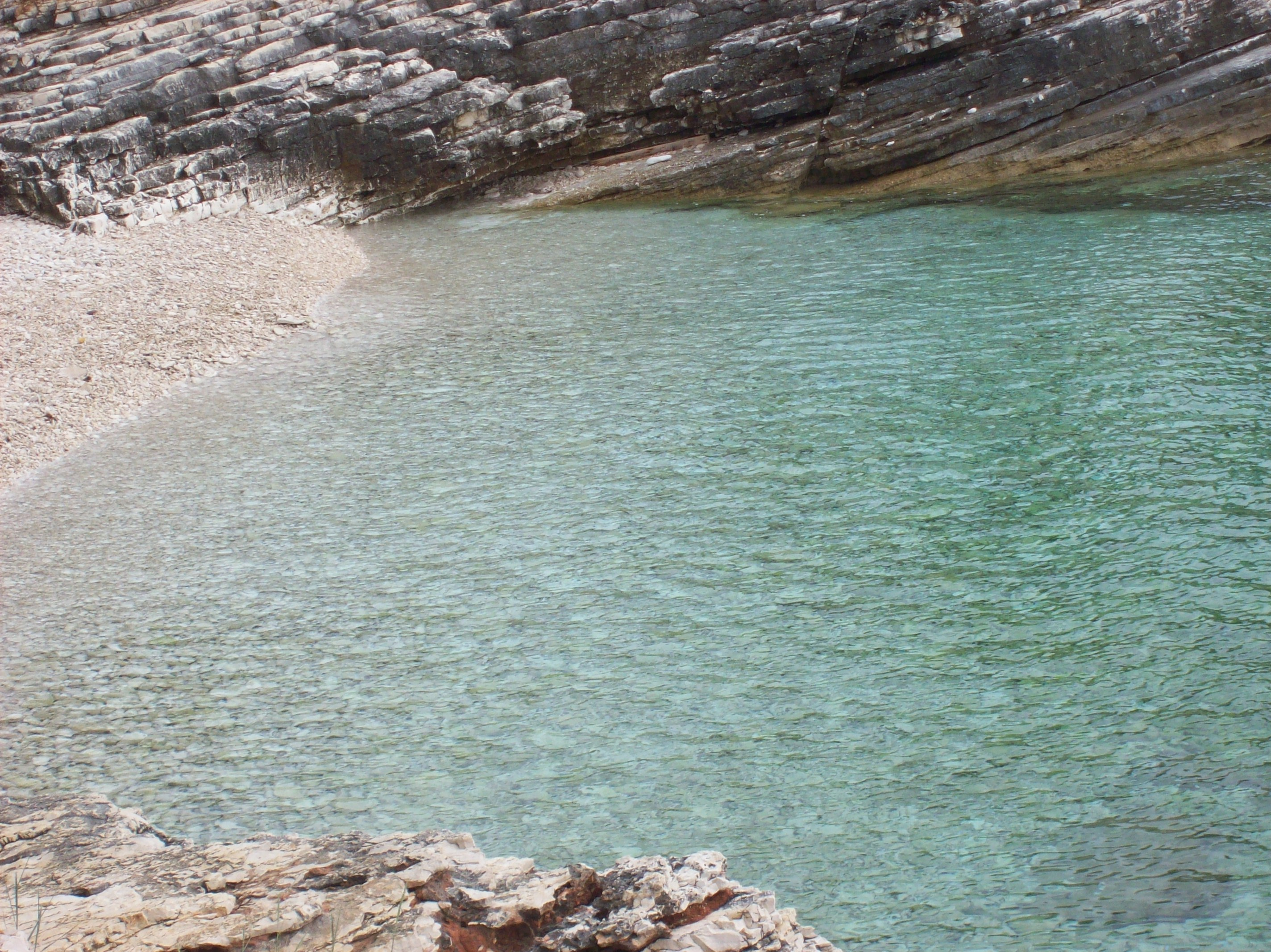
Pláž na poloostrově
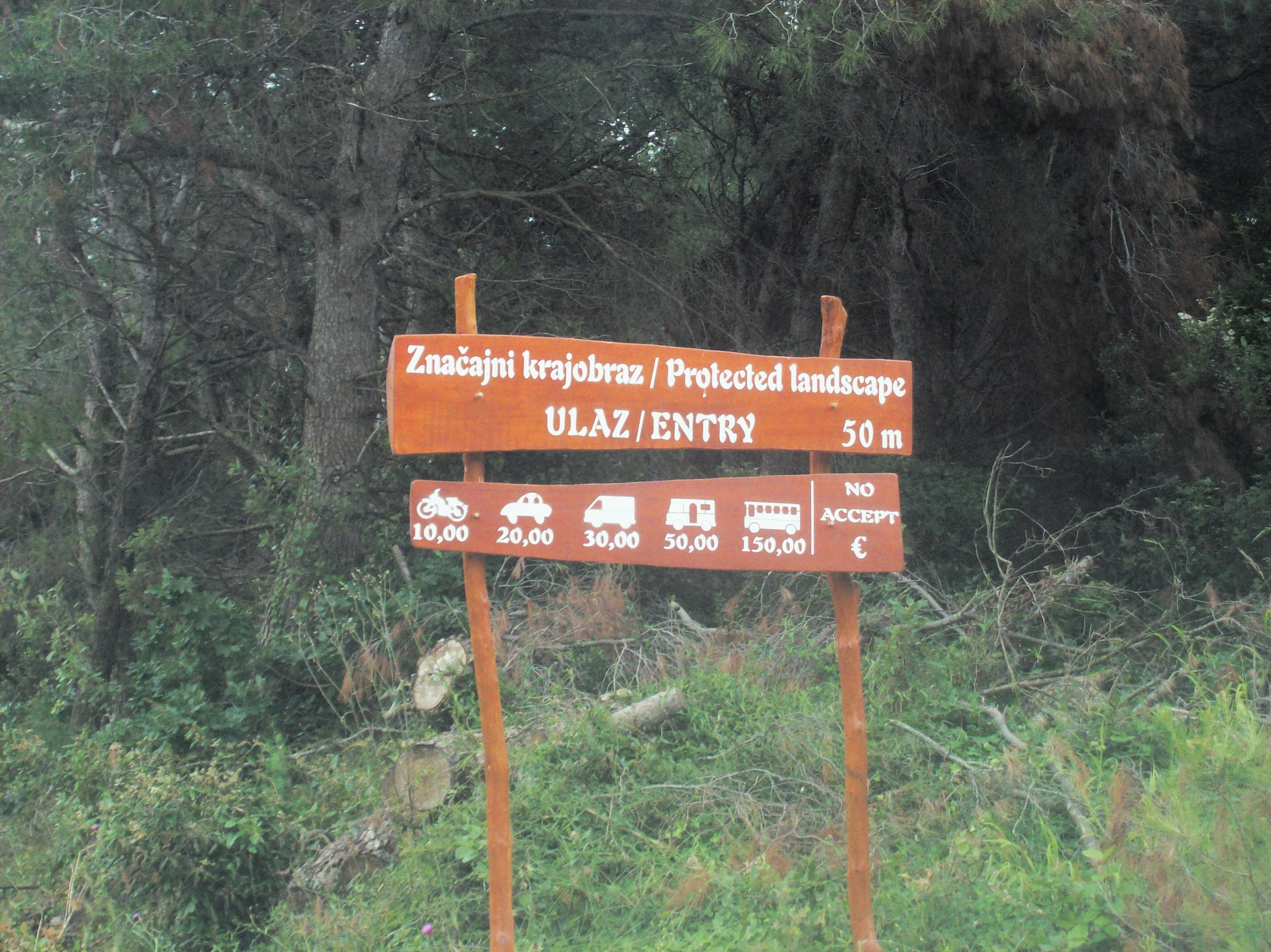
Ceník vjezdu (2010)